# Zheng Saisai
Dit is een Chinese naam; de familienaam is Zheng.
Zheng Saisai (Xi'an, 5 februari 1994) is een tennisspeelster uit China. Zij begon op achtjarige leeftijd met tennis. Haar favoriete ondergrond is hardcourt. Zij speelt rechtshandig en heeft een tweehandige backhand. Zij is actief in het internationale tennis sinds 2009.

## Loopbaan
Op de Olympische Jeugdzomerspelen 2010 behaalde zij een gouden medaille bij het dubbelspeltoernooi, en een zilveren medaille bij het enkelspeltoernooi.
In 2011 won zij haar eerste WTA-titel op het dubbelspeltoernooi in Guangzhou, samen met de Taiwanese Hsieh Su-wei.
In 2015 won zij, samen met landgenote Xu Yifan, een dubbelspeltitel van Premier-niveau, op het toernooi van Stanford. Later dat jaar won Zheng haar eerste WTA-enkelspeltitel op het toernooi van Dalian, waar zij op dezelfde dag ook de dubbelspeltitel greep.
In 2016 nam zij deel aan de Olympische spelen in Rio de Janeiro – zowel in het enkel- als in het dubbelspel bereikte zij de tweede ronde.
In 2019 won Zheng ook in het enkelspel een WTA-titel van Premier-niveau, op het toernooi van San José, waarbij zij viermaal een geplaatste speelster uitschakelde – in de finale versloeg zij het tweede reekshoofd, de Wit-Russin Aryna Sabalenka.
In 2020 bereikte Zheng twee dubbelspelfinales: eenmaal in Shenzhen, samen met landgenote Duan Yingying, en andermaal op het Premier-toernooi van Dubai, met de Tsjechische Barbora Krejčíková aan haar zijde.
In 2021 bereikte zij de finale op het dubbelspeltoernooi van Monterrey, samen met de Britse Heather Watson – zij verloren de eindstrijd van het Amerikaanse duo Caroline Dolehide en Asia Muhammad. Na vier verloren dubbelspelfinales won Zheng dan weer een WTA-titel op het WTA-toernooi van Columbus, geflankeerd door landgenote Wang Xinyu. Met dezelfde partner won zij een maand later haar achtste dubbelspeltitel, op het WTA-toernooi van Courmayeur.
In 2022 en 2023 speelde Zheng niet op de internationale circuits.
Haar beste resultaat op de grandslamtoernooien is het bereiken van de finale in het dubbelspel op Roland Garros 2019 samen met landgenote Duan Yingying.

### Tennis in teamverband
In de periode 2015–2021 maakte Zheng deel uit van het Chinese Fed Cup-team – zij behaalde daar een winst/verlies-balans van 11–7.

## Posities op deWTA-ranglijst
Positie per einde seizoen:
| jaar | rang enkelspel | rang dubbelspel |
| ---- | -------------- | --------------- |
| 2009 | 718            | –               |
| 2010 | 661            | 757             |
| 2011 | 276            | 108             |
| 2012 | 133            | 98              |
| 2013 | 162            | 39              |
| 2014 | 97             | 81              |
| 2015 | 70             | 39              |
| 2016 | 85             | 24              |
| 2017 | 94             | 65              |
| 2018 | 46             | 151             |
| 2019 | 39             | 27              |
| 2020 | 41             | 28              |
| 2021 | 80             | 43              |
| 2022 | –              | 1139            |
|      |                |                 |
| 2024 | 695            | 70              |

## Palmares
| Legenda                 |
| ----------------------- |
| Grandslamtoernooi       |
| Olympische Spelen       |
| Year-End Championships  |
| Premier Mandatory       |
| Premier Five / WTA 1000 |
| Premier / WTA 500       |
| International / WTA 250 |
| Challenger / WTA 125    |

### WTA-finaleplaatsen enkelspel
| nr.              | finale     | toernooi      | ondergrond | tegenstandster     | score          |         |
| ---------------- | ---------- | ------------- | ---------- | ------------------ | -------------- | ------- |
| gewonnen finales |            |               |            |                    |                |         |
| 1.               | 2015-09-13 | WTA Dalian    | hardcourt  | Julia Glushko      | 2-6, 6-1, 7-5  | details |
| 2.               | 2018-04-22 | WTA Zhengzhou | hardcourt  | Wang Yafan         | 5-7, 6-2, 6-1  | details |
| 3.               | 2019-04-28 | WTA Anning    | gravel     | Zhang Shuai        | 6-4, 6-1       | details |
| 4.               | 2019-08-04 | WTA San José  | hardcourt  | Aryna Sabalenka    | 6-3, 7-6       | details |
| verloren finales |            |               |            |                    |                |         |
| 1.               | 2013-08-10 | WTA Suzhou    | hardcourt  | Shahar Peer        | 2-6, 6-2, 3-6  | details |
| 2.               | 2018-05-05 | WTA Anning    | gravel     | Irina Chromatsjova | 6-3, 4-6, 6-7  | details |
| 3.               | 2018-07-29 | WTA Nanchang  | hardcourt  | Wang Qiang         | 5-7, 0-4, opg. | details |

### WTA-finaleplaatsen vrouwendubbelspel
| nr.              | finale     | toernooi         | ondergrond    | partner            | tegenstandsters                                | score             |         |
| ---------------- | ---------- | ---------------- | ------------- | ------------------ | ---------------------------------------------- | ----------------- | ------- |
| gewonnen finales |            |                  |               |                    |                                                |                   |         |
| 1.               | 2011-09-24 | WTA Guangzhou    | hardcourt     | Hsieh Su-wei       | Chan Chin-wei Han Xinyun                       | 6-2, 6-1          | details |
| 2.               | 2015-08-02 | WTA Nanchang     | hardcourt     | Chang Kai-chen     | Chan Chin-wei Wang Yafan                       | 6-3, 4-6, [10-3]  | details |
| 3.               | 2015-08-09 | WTA Stanford     | hardcourt     | Xu Yifan           | Anabel Medina Garrigues Arantxa Parra Santonja | 6-1, 6-3          | details |
| 4.               | 2015-09-13 | WTA Dalian       | hardcourt     | Zhang Kailin       | Chan Chin-wei Darija Jurak                     | 6-3, 6-4          | details |
| 5.               | 2015-10-18 | WTA Tianjin      | hardcourt     | Xu Yifan           | Darija Jurak Nicole Melichar                   | 6-2, 3-6, [10-8]  | details |
| 6.               | 2019-03-02 | WTA Acapulco     | hardcourt     | Viktoryja Azarenka | Desirae Krawczyk Giuliana Olmos                | 6-1, 6-2          | details |
| 7.               | 2021-09-25 | WTA Columbus     | hardcourt (i) | Wang Xinyu         | Dalila Jakupović Nuria Párrizas Díaz           | 6-1, 6-1          | details |
| 8.               | 2021-10-30 | WTA Courmayeur   | hardcourt (i) | Wang Xinyu         | Eri Hozumi Zhang Shuai                         | 6-4, 3-6, [10-5]  | details |
|                  |            |                  |               |                    |                                                |                   |         |
| 9.               | 2024-06-23 | WTA Berlijn      | gras          | Wang Xinyu         | Chan Hao-ching Veronika Koedermetova           | 6-2, 7-5          | details |
| verloren finales |            |                  |               |                    |                                                |                   |         |
| 1.               | 2014-04-20 | WTA Kuala Lumpur | hardcourt     | Chan Yung-jan      | Tímea Babos Chan Hao-ching                     | 3-6, 4-6          | details |
| 2.               | 2015-05-23 | WTA Straatsburg  | gravel        | Nadija Kitsjenok   | Chuang Chia-jung Liang Chen                    | 6-4, 4-6, [10-12] | details |
| 3.               | 2016-01-09 | WTA Shenzhen     | hardcourt     | Xu Yifan           | Vania King Monica Niculescu                    | 1-6, 4-6          | details |
| 4.               | 2019-06-09 | Roland Garros    | gravel        | Duan Yingying      | Tímea Babos Kristina Mladenovic                | 2-6, 3-6          | details |
| 5.               | 2020-01-10 | WTA Shenzhen     | hardcourt     | Duan Yingying      | Barbora Krejčíková Kateřina Siniaková          | 2-6, 6-3, [4-10]  | details |
| 6.               | 2020-02-22 | WTA Dubai        | hardcourt     | Barbora Krejčíková | Hsieh Su-wei Barbora Strýcová                  | 5-7, 6-3, [5-10]  | details |
| 7.               | 2021-03-20 | WTA Monterrey    | hardcourt     | Heather Watson     | Caroline Dolehide Asia Muhammad                | 2-6, 3-6          | details |
| 8.               | 2021-11-12 | WTA Linz         | hardcourt (i) | Wang Xinyu         | Natela Dzalamidze Kamilla Rachimova            | 4-6, 2-6          | details |
|                  |            |                  |               |                    |                                                |                   |         |
| 9.               | 2025-02-02 | WTA Singapore    | hardcourt (i) | Wang Xinyu         | Desirae Krawczyk Giuliana Olmos                | 5-7, 0-6          | details |

## Resultaten grandslamtoernooien
| Legenda | Legenda                          |
| ------- | -------------------------------- |
| g.t.    | geen toernooi gehouden           |
| l.c.    | lagere categorie                 |
| –       | niet deelgenomen                 |
| G       | uitgeschakeld in de groepsfase   |
| 1R      | uitgeschakeld in de eerste ronde |
| 2R      | uitgeschakeld in de tweede ronde |
| 3R      | uitgeschakeld in de derde ronde  |
| 4R      | uitgeschakeld in de vierde ronde |
| KF      | uitgeschakeld in de kwartfinale  |
| HF      | uitgeschakeld in de halve finale |
| F       | de finale verloren               |
| W       | het toernooi gewonnen            |
| w-v     | winst/verlies-balans             |

### Enkelspel
| toernooi        | 2014 | 2015 | 2016 | 2017 | 2018 | 2019 | 2020 | 2021 |    | 2024 | 2025 |
| --------------- | ---- | ---- | ---- | ---- | ---- | ---- | ---- | ---- | -- | ---- | ---- |
| Australian Open | –    | 1R   | 2R   | 1R   | –    | 1R   | 2R   | 1R   | –  | 1R   |      |
| Roland Garros   | –    | 1R   | 1R   | 1R   | 1R   | 1R   | –    | 2R   | –  |      |      |
| Wimbledon       | –    | 1R   | 1R   | 1R   | 2R   | 1R   | g.t. | –    | –  |      |      |
| US Open         | 2R   | 1R   | 2R   | 2R   | –    | 1R   | –    | –    | 1R |      |      |

### Vrouwendubbelspel
| toernooi        | 2012 | 2013 | 2014 | 2015 | 2016 | 2017 | 2018 | 2019 | 2020 | 2021 |    | 2024 | 2025 |
| --------------- | ---- | ---- | ---- | ---- | ---- | ---- | ---- | ---- | ---- | ---- | -- | ---- | ---- |
| Australian Open | –    | HF   | 1R   | 1R   | HF   | 3R   | –    | 1R   | 1R   | 1R   | –  | 3R   |      |
| Roland Garros   | 2R   | KF   | 2R   | 2R   | KF   | KF   | 1R   | F    | –    | 2R   | –  |      |      |
| Wimbledon       | 1R   | 2R   | 1R   | 1R   | 1R   | –    | –    | 3R   | g.t. | –    | 1R |      |      |
| US Open         | 1R   | 2R   | 2R   | 2R   | 3R   | 2R   | 1R   | KF   | –    | –    | 1R |      |      |

### Gemengd dubbelspel
| Australian Open | –  | 1R | 2R | –  | KF   |
| Roland Garros   | –  | –  | –  | –  | g.t. |
| Wimbledon       | 2R | –  | –  | 3R | g.t. |
| US Open         | 1R | –  | –  | 1R | g.t. |